# Giuseppe Musio
Giuseppe Musio (Bitti, 15 maggio 1797 – Roma, 23 gennaio 1876) è stato un magistrato e politico italiano.
Il Senato ebbe sovente ad ammirare in lui il giureconsulto profondo e l'eloquente oratore, mentre l'universale rese costante omaggio alla dignitosa sua vita.»
(Senato del Regno, Atti parlamentari. Discussioni, 7 marzo 1876)
Importante figura della storia moderna sarda, si batté per i diritti della Sardegna e dei suoi abitanti.
Fu senatore del Regno d'Italia per 20 anni.

## Incarichi di Governo
Regno di Sardegna ante 4 marzo 1848:
- Segretario di Stato per gli affari dell'isola di Sardegna